# فرد إل. كروفورد
فرد إل. كروفورد (بالإنجليزية: Fred Lewis Crawford)‏ هو رائد أعمال ومدير ومحاسب وسياسي أمريكي، ولد في 5 مايو 1888 في الولايات المتحدة، وتوفي في 13 أبريل 1957 في نفس البلد. حزبياً، نشط في الحزب الجمهوري. وقد انتخب عضو مجلس النواب الأمريكي.